# Pré-Saint-Martin
Pré-Saint-Martin ist eine französische Gemeinde mit 176 Einwohnern (Stand: 1. Januar 2022) im Département Eure-et-Loir in der Region Centre-Val de Loire. Sie gehört zum Arrondissement Châteaudun und ist Mitglied im Gemeindeverband Communauté de communes du Bonnevalais. Die Einwohner werden Présiens und Présiennes genannt.

## Geografie
Die Gemeinde liegt etwa 20 Kilometer südlich von Chartres.

## Bevölkerungsentwicklung

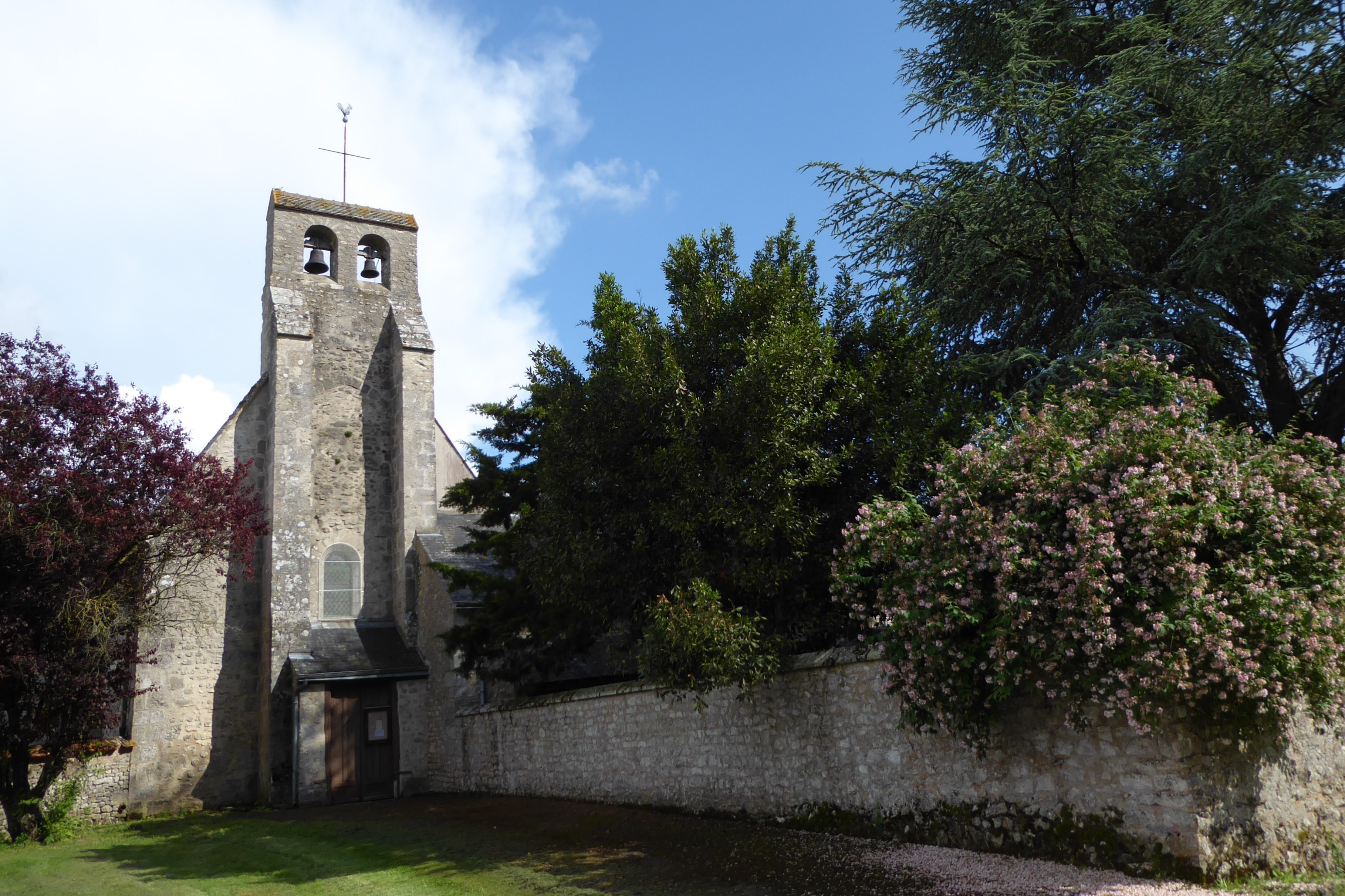
Kirche Saint-Martin

| Jahr      | 1962 | 1968 | 1975 | 1982 | 1990 | 1999 | 2008 | 2017 |
| Einwohner | 221  | 210  | 173  | 141  | 158  | 139  | 159  | 199  |